# نیروی زمینی پرتغال
نیروی زمینی پرتغال (پرتغالی: Exército Português) شاخه زمینی  نیروهای مسلح پرتغال و بزرگ‌ترین شاخه آن است، که در سال ۱۱۳۹ میلادی تأسیس شد.
این نیرو وظیفه دفاع از پرتغال را با همکاری سایر شاخه‌های نیروهای مسلح برعهده دارد. ریشه‌های شکل‌گیری ارتش پرتغال به قرن دوازدهم میلادی برمی‌گردد، که می‌توان آن را یکی از قدیمی‌ترین ارتش‌های فعال جهان دانست.
نیروی زمینی پرتغال توسط رئیس ستاد نیروی زمینی فرماندهی می‌شود که در امور عملیاتی تابع رئیس ستاد کل نیروهای مسلح و در سایر امور تابع مستقیم وزارت دفاع ملی است. رئیس ستاد کل تنها افسر ارتش است که دارای رتبه ژنرال (درجه چهار ستاره) است.
در حال حاضر، ارتش پرتغال یک نیروی کاملاً حرفه‌ای متشکل از کارکنان حرفه‌ای (افسران و درجه‌داران) و پرسنل داوطلب (افسران و درجه‌داران) است. تا اوایل دهه ۱۹۹۰ سربازان وظیفه بخش عمده‌ای از پرسنل ارتش را تشکیل می‌دادند و کادری از افسران حرفه‌ای و درجه‌داران مسئول آموزش آنها بودند. با این حال، خدمت سربازی اجباری از اواسط دهه ۱۹۹۰ به تدریج کاهش یافت تا اینکه سرانجام در سال ۲۰۰۴ رسماً لغو شد.
تا سال ۲۰۱۴ ارتش پرتغال ۵۶۶۷ پرسنل رسمی و ۱۰۴۴۴ داوطلب را استخدام کرده بود که در مجموع ۱۶۱۱۱ پرسنل نظامی را تشکیل می‌داد. از کل پرسنل نظامی، ۲۶۶۹ نفر افسر، ۳۹۱۷ نفر درجه‌دار و ۹۵۹۵ نفر سایر درجات بودند. علاوه بر این، ارتش همچنین شامل ۱۸۹۷ کارمند غیرنظامی نیز می‌شد.